# Zambiai deresgébics
A zambiai deresgébics vagy fehérfejű gébics (Eurocephalus anguitimens) a madarak (Aves) osztályának a verébalakúak (Passeriformes) rendjébe, ezen belül a gébicsfélék (Laniidae) családjába tartozó faj.

## Előfordulása
Angola, Botswana, a Dél-afrikai Köztársaság, Mozambik, Namíbia és Zimbabwe területén honos. Természetes élőhelye szubtrópusi és trópusi száraz erdők és szavannák.

## Alfajai
- Eurocephalus anguitimens anguitimens
- Eurocephalus anguitimens niveus

## Megjelenése
Testhossza 24 centiméter. Feje és a tollazata elől fehér, szemsávja, tarkója, szárnyai és farka barna.

## Életmódja
A fák ágairól figyel a talajon mozgó, rovarokból és más kisebb állatokból álló táplálékára, de bogyókat is fogyaszt.

## Szaporodása
Faágra rögzíti csésze alakú fészkét.